# 天主教聖卡洛斯教區 (菲律賓)
天主教圣卡洛斯教区（拉丁語：Dioecesis Sancti Caroli Borromeo）是菲律賓一個羅馬天主教教區，屬天主教哈罗总教区。1987年3月30日升為教區。
教區包括西內格羅省東部。2004年有教友725,319人、22個堂區、56名司鐸。教區主教之位自2011年11月9日起因原主教升遷而懸空。